# ア・メスキータ

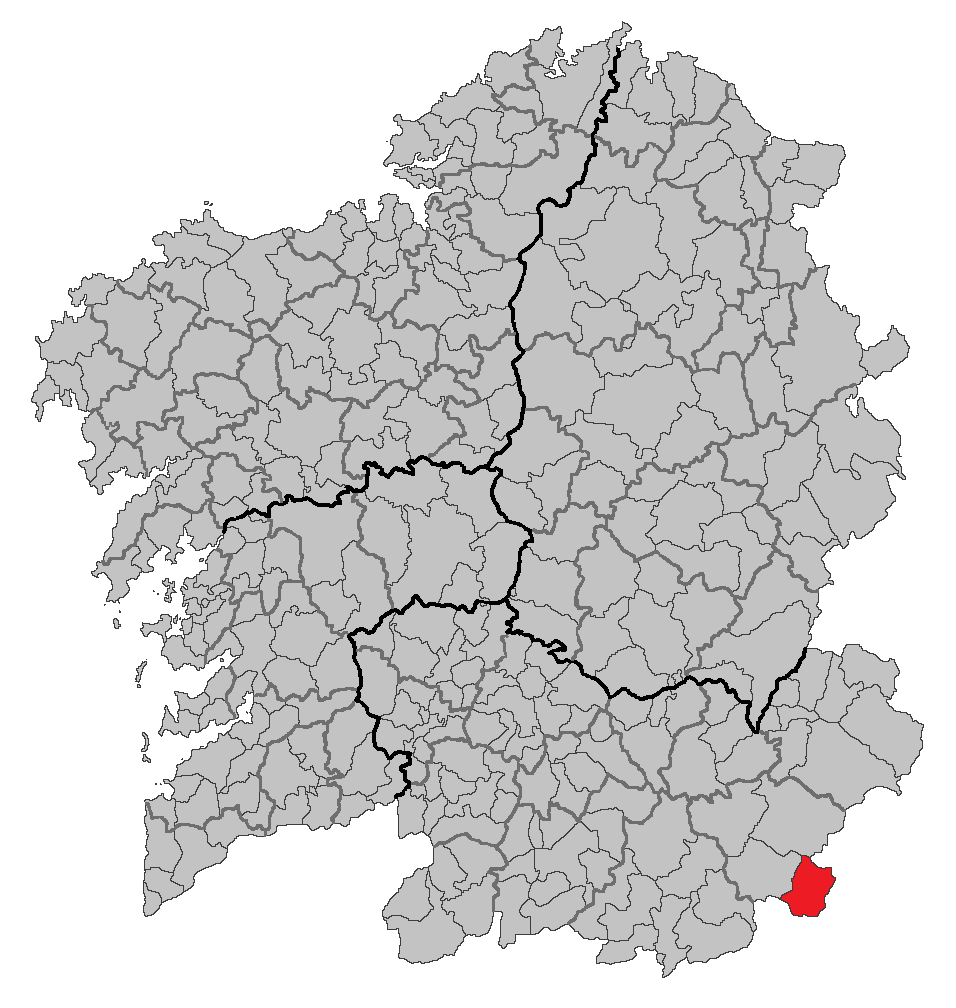
ガリシア州内の位置

ア・メスキータ（A Mezquita）はスペイン、ガリシア州、オウレンセ県の自治体で、コマルカ・デ・ビアナに属する。ガリシア統計局によると、2013年の人口は1,169人（2010年：1,352人、2009年：1,365人、2004年：1,406人、2003年：1,468人）。カスティーリャ語表記はLa Mezquita（ラ・メスキータ）。
ガリシア語話者の自治体人口に占める割合は99.28％（2001年）。

## 地理
ア・メスキータはオウレンセ県の南東部に位置し、コマルカ・デ・ビアナに属する。北はビアナ・ド・ボーロ、北から東にかけてはサモーラ県、西はア・グディーニャの各自治体と接し、そして南はポルトガルのブラガンサ県と接する。自治体中心地区はア・メスキータ教区のア・メスキータ地区。平均高度は800mを超える。
ア・メスキータはベリン司法管轄区に属す。

### 人口
| ア・メスキータの人口推移 1900－2010                     |
|                                                         |
| 出典:INE（スペイン国立統計局）1900年 - 1991年、1996年 - |

## 歴史
ア・メスキータの歴史は古代から北ポルトガルのトラス・オス・モンテス地方やレオン地方のサナブリア（Sanabria）と深く結びついていた。
ローマ時代にはア・メスキータの領域の大半はブラカラ・アウグスタ（現ブラガ）のConventus Bracarensisの支配下に、そして北西部の一部がアストゥリカ・アウグスタ（現アストルガ）のConventus Asturicensisの管轄下にあった。
中世にはア・メスキータはモンテレイ伯爵と、ベナベンテのピメンタル家の所領に分けられた。カダボス、ア・エスクルケイラ、マンサルボス、オ・ペレイロ、サンティゴーソの各教区は、その後王家の所領となった。現チャグアソーソ教区はアマランテ伯爵家の所領で、教会とア・メスキータの邸宅はランカラの侯爵の所有となった。

## 政治
自治体首長はガリシア民族主義ブロック（BNG）のラファエル・ペレス・バスケス（Rafael Pérez Vázquez）、自治体評議員はMEZQUIT.A：4、ガリシア民族主義ブロック：2、ガリシア社会党（PSdeG）：2、ガリシア国民党（PPdeG）：1となっている（2011年5月22日の自治体選挙結果、得票順）。
| 1999年6月13日自治体選挙 |        |        |          |
| 政党                    | 得票数 | 得票率 | 獲得議席 |
| PPdeG                   | 630    | 63.70% | 6        |
| PSdeG-PSOE              | 296    | 29.93% | 3        |
| BNG                     | 57     | 5.76%  | 0        |

| 2003年5月25日自治体選挙 |        |        |          |
| 政党                    | 得票数 | 得票率 | 獲得議席 |
| PPdeG                   | 521    | 58.08% | 5        |
| PSdeG-PSOE              | 186    | 20.74% | 2        |
| BNG                     | 186    | 20.74% | 2        |

| 2007年5月27日自治体選挙 |        |        |          |
| 政党                    | 得票数 | 得票率 | 獲得議席 |
| PPdeG                   | 392    | 42.20% | 4        |
| PSdeG-PSOE              | 312    | 33.58% | 3        |
| BNG                     | 225    | 24.22% | 2        |

| 2011年5月22日自治体選挙 |        |        |          |
| 政党                    | 得票数 | 得票率 | 獲得議席 |
| MEZQUIT.A               | 405    | 45.97% | 4        |
| BNG                     | 174    | 19.75% | 2        |
| PSdeG-PSOE              | 172    | 19.52% | 2        |
| PPdeG                   | 125    | 14.19% | 1        |

## 教区
ア・メスキータは9の教区に分けられる。太字は自治体中心地区のある教区。
- カダボス（サンタ・マリーア・マダレーナ）
- カストロミル（ノサ・セニョーラ・ダ・エンカルナション）
- チャグアソーソ（サンティアーゴ）
- ア・エスクルケイラ（サンタ・エウフェミア）
- マンサルボス（サンタ・マリーア）
- ア・メスキータ（サン・マルティーニョ）
- オ・ペレイロ（サン・ペドロ）
- サンティゴーソ（サン・シモン）
- ア・ビラベージャ（サンタ・マリーア・ダ・カベサ）